# Ederson Moreno
Ederson Moreno (Bogotá, Cundinamarca, Colombia; 18 de enero de 1994) es un futbolista colombiano. Juega de Centrocampista y juega en el Deportivo Pereira de la Categoría Primera A de Colombia. 

## Clubes y estadísticas
| Club                 | País     | Año       | Partidos | Goles |
| -------------------- | -------- | --------- | -------- | ----- |
| Real Cartagena F. C. | Colombia | 2014-2015 | 9        | 0     |
| Orsomarso S. C.      | Colombia | 2015-2018 | 68       | 6     |
| Deportivo Pasto      | Colombia | 2017-2020 | 61       | 7     |
| C. D. La Equidad     | Colombia | 2020-act. | 49       | 3     |
| Total                | Total    | Total     | 187      | 16    |